# نالینو ۳۱۲۷۱
سیارک ۳۱۲۷۱ (به انگلیسی: 31271 Nallino، نامگذاری:1998FH16) سی و یک هزار و دویست و هفتاد و یکمین سیارک کشف شده‌است که در ۲۵ مارس ۱۹۹۸ کشف شد.